# Stille hjerte
Stille hjerte er en dansk dramafilm fra 2014, instrueret af Bille August og med manuskript af Christian Torpe. Den havde premiere ved filmfestivalen i San Sebastián den 20. september 2014 og biografpremiere i Danmark 13. november samme år.

## Handling
En families tre generationer samles over en weekend, for at tage afsked med Esther (Ghita Nørby) som lider af en uhelbredelig sygdom, amyotrofisk lateral sklerose, (ALS) og har med hjælp fra sin mand Poul (Morten Grunwald) valgt at udøve aktiv dødshjælp, når weekenden er til ende. Men som enden skrider frem, bliver morens beslutning sværere at håndtere for døtrene Heidi (Paprika Steen) og Sanne (Danica Curcic), samtidig med at gamle konflikter dukker op til overfladen.

## Medvirkende
- Ghita Nørby som Esther
- Paprika Steen som Heidi, Esthers datter
- Danica Curcic som Sanne, Esthers datter
- Morten Grunwald som Poul, Esthers mand
- Pilou Asbæk som Dennis, Sannes kæreste
- Jens Albinus som Michael, Heidis mand
- Vigga Bro som Lisbeth, veninde af Esther og Poul
- Oskar Sælan Halskov som Jonathan, Heidi og Michaels søn

## Produktion
Stille hjerte er filmet over syv uger på en gård nordvest for Kerteminde på Fyn.